# وارطان گولکانیان
وارطان هوهانسی گولکانیان (ارمنی: Վարդան Հովհաննեսի Գուլքանյան؛  زادهٔ ۱۵ فوریهٔ ۱۹۰۲ - درگذشته ۱۸ نوامبر ۱۹۷۶) نسل‌شناس، پرورش‌دهنده اهل ارمنستان بود.

## زندگی‌نامه
وی در ۲۸ فوریه [سبک قدیمی: ۱۵ فوریه] ۱۹۰۲ در برداوان به دنیا آمد و از دانشگاه دولتی ایروان (۱۹۲۸) فارغ‌التحصیل گشت. وی عضو فرهنگستان ملی علوم ارمنستان بود. وی همچنین برندهٔ جوایزی همچون نشان پرچم سرخ کار، نشان برجسته افتخار و مدال دفاع از قفقاز شده است. وی در ۱۸ نوامبر ۱۹۷۶ در سن ۷۴ سالگی در ایروان درگذشت.

## یادداشت
1. ↑  plant disease resistance
2. ↑  ընտրասերիչ